# 1957 w sztukach plastycznych
Wydarzenia w sztukach plastycznych i wizualnych w 1957 roku.

## Wydarzenia
- Powstała hiszpańska grupa artystyczna Equipo 57[1].

## Malarstwo
- Edward Hopper

Western Motel – olej na płótnie
- Marc Chagall

Koncert – olej na płótnie
- Jasper Johns

Flaga na pomarańczowym polu (Flag on Orange Field) – enkaustyka i olej na płótnie, 167,5x124,4 cm
- Andrzej Wróblewski

Cień Hiroszimy – olej na płótnie, 100 x 133 cm

## Rysunek
- Leszek Rózga

Podwórze ze starą studnią – gwasz na papierze, w kolekcji Muzeum Sztuki w Łodzi

## Grafika
- Maurits Cornelis Escher

Wiry – drzeworyt sztorcowy
Mozaika II – litografia
Sześcian z magicznymi wstęgami – litografia

## Rzeźba
- Alina Szapocznikow

Szkice postaci (1956-1957)
Ludzie-drzewa
Ciało (Tors-Leżąca)
Dłoń. Projekt Pomnika Bohaterów Warszawy II
Formy
Kobieta (Dziewczyna z długą szyją)
Krzyk. Projekt Pomnika Bohaterów Warszawy
Łóżko
Monstrum I
Maszyna-zwierzę
Młodzieniec (Złoty młodzieniec)
Portret Leopolda Infelda
Skuter
Tors męski
Wesołe miasteczko

## Nagrody
- World Press Photo – Douglas Martin[10]

## Urodzeni
- 14 marca - Leon Tarasewicz, polski malarz
- Adam Klimczak, polski artysta, performer, fotograf, twórca instalacji

## Zmarli
- 23 marca - Andrzej Wróblewski (ur. 1927), polski malarz
- 6 maja - Ebbe Kornerup (ur. 1874), duński malarz
- 24 czerwca - František Kupka] (ur. 1871), czeski malarz
- 24 listopada - Diego Rivera (ur. 1886), meksykański malarz, grafik, architekt